# Nezumia kamoharai
Nezumia kamoharai är en fiskart som beskrevs av Okamura, 1970. Nezumia kamoharai ingår i släktet Nezumia och familjen skolästfiskar. Inga underarter finns listade i Catalogue of Life.